# Сарло, Беатрис
Беатри́с Са́рло (исп. Beatriz Sarlo Sabajanes; 29 марта 1942, Буэнос-Айрес — 17 декабря 2024, Буэнос-Айрес) — виднейший аргентинский критик и аналитик культуры, социолог литературы, популярной культуры и массовых коммуникаций, исследователь особенностей латиноамериканской модернизации и урбанизации. Главный редактор созданного ею вместе с Рикардо Пильей и Карлосом Альтамирано авторитетного культурологического журнала Точка зрения (Punto de Vista, 1978—2008, вышло 90 номеров).

## Биография
Изучала литературу в Буэнос-Айресском университете, впоследствии преподавала в нём, а также в университетах США (Беркли, Колумбийский университет, Мэриленд, Миннесота), в Уилсоновском центре в Вашингтоне, в Кембридже (Великобритания), в Wissenschaftskolleg в Берлине. Сотрудничала с крупнейшими аргентинскими газетами La Nación, Clarín, Pagina 12. Придерживалась умеренных левых взглядов. Ввела понятие периферийная модерность, соотносимое с гибридными культурами у Нестора Гарсиа Канклини. Составитель нескольких антологий аргентинской словесности. Под её редакцией в Аргентине публиковались труды Ролана Барта, Реймонда Уильямса.
Муж — аргентинский кинорежиссёр Рафаэль Филипелли (род. в 1938), автор, среди прочего, документальных фильмов о Саэре и Лавелли; Сарло несколько раз сотрудничала с ним как сценарист.
Сарло умерла 17 декабря 2024 года в Буэнос-Айресе в возрасте 82 лет, через три недели после перенесённого инсульта.

## Книги
- Эссе об Аргентине/ Ensayos argentinos: de Sarmiento a la vanguardia (1983, в соавторстве с Карлосом Альтамирано; переизд. 1997)
- Литература/общество/ Literatura/sociedad (1983, в соавторстве с Карлосом Альтамирано)
- Империя чувств. Проза в аргентинской периодике, 1917—1927/ El imperio de los sentimientos. Narraciones de circulación periódica en la Argentina, 1917—1927 (1985, переизд. 2000, 2004)
- Периферийная модерность: Буэнос-Айрес в 1920—1930-х годах/ Una modernidad periférica: Buenos Aires 1920 y 1930 (1988, переизд. 1999; итал. изд. 2005)
- Образы техники. Грёзы о современности в аргентинской культуре/ La imaginación técnica. Sueños modernos de la cultura argentina  (1992, англ. изд. — 2007)
- Понятия социологии литературы/ Conceptos de sociología literaria (1993, в соавторстве с Карлосом Альтамирано)
- Сцены постмодерной жизни. Интеллектуалы, искусство и видеокультура в Аргентине/ Escenas de la vida posmoderna. Intelectuales, arte y videocultura en la Argentina (1994, переизд. 2004, англ. изд. — 2001; порт. изд. — 1997, 2004, 2006)
- Мартин Фьерро и его критики/ Martín Fierro y su crítica (1994)
- Машина культуры: школьные учительницы, переводчики и авангардисты/ La Máquina cultural: maestras, traductores y vanguardias (1998)
- Борхес, писатель на краю/ Borges, un escritor en las orillas (1995, переизд. 1998, 2007; англ. изд. — 1993, переизд. 2006; порт. изд. — 2008)
- Моментальные снимки: медиа, город и обиход конца века/ Instantáneas: medios, ciudad y costumbres en el fin de siglo (1996)
- Семь эссе о Вальтере Беньямине/ Siete ensayos sobre Walter Benjamin (2000, переизд. 2001, 2006, 2011)
- Борьба идей, 1943—1973/ La batalla de las ideas. 1943—1973 (2001, в соавторстве с Карлосом Альтамирано; переизд. 2007)
- Настоящее. Заметки об изменениях одного культа/ Tiempo presente. Notas sobre el cambio de una cult (2001)
- Страсть и исключительность/ La pasión y la excepción (2003, порт. изд. — 2005)
- Прошлое. Культура памяти и перипетии субъективности/ Tiempo pasado. Cultura de la memoria y giro subjetivo (2005, порт. изд. — 2007)
- Об аргентинской словесности/ Escritos sobre literatura argentina (2007)
- Город как зрелище. Рынок и городская культура/ La ciudad vista. Mercancías y cultura urbana (2009)
- Отвага и расчет. Нестор Кишнер, 2003—2010/ La audacia y el cálculo. Néstor Kirchner 2003—2010 (2011)

## Тексты on line
- Борхес, писатель на краю (англ.)
- Торговый центр (исп.)
- Фотографии из Буэнос-Айреса (англ.)
- Культурология и литературоведение на перекрестке ценностей (исп.)
- Эстетика на рынке (исп.)
- Новый спиритуализм (исп.)
- Потаенный Буэнос-Айрес (исп.)

## Публикации на русском языке
- Сарло о Борхесе
- Два эссе // Иностранная литература, 2010, № 10, с. 240—255.

## Признание
Большинство её книг не раз переиздавались, переведены на ряд европейских языков. Премия Каса де лас Америкас в номинации эссе (Гавана, 2000). Ибероамериканская премия Хосе Доносо (2002). Премия Платиновый Конекс за эссеистику (2004). Бразильский орден За заслуги в культуре (2009). Премия Аргентинской национальной академии журналистики Почётное перо (2013).